# مايكون دا سيلفا
مايكون دا سيلفا (بالبرتغالية: Maicon da Silva Moreira‏) هو لاعب كرة قدم برازيلي في مركزي الدفاع، ولد في 10 مارس 1993 في كاشويرا دو سول في البرازيل. لعب مع تولسا روناكس وسبورت ريسيفي ونادي ريجينا ونادي ليفورنو.

## وصلات خارجية
- مايكون دا سيلفا على موقع Soccerway.com (الإنجليزية)
- مايكون دا سيلفا على موقع عالم كرة القدم.نت (الإنجليزية)